# Ephebus pumilus
Ephebus pumilus es una especie de coleóptero de la familia Endomychidae.

## Distribución geográfica
Habita en Colombia.